# Lappelm
Lappelm (Elymus mutabilis) är en gräsart som först beskrevs av Vasiliĭ Petrovich Drobow, och fick sitt nu gällande namn av Nikolai Nikolaievich Tzvelev. Enligt Catalogue of Life ingår Lappelm i släktet elmar och familjen gräs, men enligt Dyntaxa är tillhörigheten istället släktet elmar och familjen gräs. Arten är reproducerande i Sverige. Inga underarter finns listade i Catalogue of Life.